# Elencos da BDC Marcpol
A equipa ciclista profissional BDC Marcpol (e suas anteriores denominações) tem tido, durante toda a sua história, os seguintes elencos:

## 2011
BDC 
| Nome                | Nascimento | Nacionalidade | Equipa de 2010               |
| Dariusz Baranowski  | 22/06/1972 | Polónia       | Romet Weltour Debica         |
| Slawek Chrzanowski  | 01/06/1991 | Polónia       | Neoprofissional              |
| Mateusz Komar       | 18/07/1985 | Polónia       | Mróz Active Jet              |
| Mariusz Kowal       | 03/05/1978 | Polónia       | Neoprofissional              |
| Robert Radosz       | 08/07/1975 | Polónia       | Aktio Group Mostostal Pulawy |
| Dariusz Rudnicki    | 28/06/1981 | Polónia       | Aktio Group Mostostal Pulawy |
| Marcin Sapa         | 10/02/1976 | Polónia       | Lampre-Farnese Vini          |
| Damian Walczak      | 29/07/1984 | Polónia       | Neoprofissional              |
| Lukasz Ziemka       | 22/02/1989 | Polónia       | Neoprofissional              |
| Wojciech Ziolkowski | 17/10/1984 | Polónia       | DHL-Author                   |

## 2012
BDC Marcpol
| Nome                | Nascimento | Nacionalidade | Equipa de 2011               |
| Dariusz Baranowski  | 22/06/1972 | Polónia       | BDC                          |
| Konrad Dabkowski    | 16/02/1989 | Polónia       | Neoprofissional              |
| Kacper Gronkiewicz  | 29/06/1993 | Polónia       | Neoprofissional              |
| Piotr Kirpsza       | 27/05/1989 | Polónia       | Aktio Group Mostostal Pulawy |
| Mateusz Komar       | 18/07/1985 | Polónia       | BDC                          |
| Konrad Kott         | 18/11/1993 | Polónia       | Neoprofissional              |
| Jarosław Kowalczyk  | 23/04/1989 | Polónia       | GKS Cartusia Kartuzy         |
| Eryk Laton          | 22/08/1993 | Polónia       | Neoprofissional              |
| Robert Radosz       | 08/07/1975 | Polónia       | BDC                          |
| Dariusz Rudnicki    | 28/06/1981 | Polónia       | BDC                          |
| Marcin Sapa         | 10/02/1976 | Polónia       | BDC                          |
| Adam Wadecki        | 23/12/1977 | Polónia       | Aktio Group Mostostal Pulawy |
| Damian Walczak      | 29/07/1984 | Polónia       | BDC                          |
| Lukasz Ziemka       | 22/02/1989 | Polónia       | BDC                          |
| Wojciech Ziolkowski | 17/10/1984 | Polónia       | BDC                          |

## 2013
BDC Marcpol
| Nome               | Nascimento | Nacionalidade | Equipa de 2012               |
| Adrian Banaszek    | 21/10/1993 | Polónia       | BDC-Marcpol                  |
| Paweł Bernas       | 24/05/1990 | Polónia       | Neoprofissional              |
| Konrad Dabkowski   | 16/02/1989 | Polónia       | BDC-Marcpol                  |
| Jakub Foltyn       | 12/03/1992 | Polónia       | Wibatech-LMGK Ziemia Brzeska |
| Kamil Gradek       | 17/09/1990 | Polónia       |                              |
| Kacper Gronkiewicz | 29/06/1993 | Polónia       | BDC-Marcpol                  |
| Piotr Kirpsza      | 27/05/1989 | Polónia       | BDC-Marcpol                  |
| Mateusz Komar      | 18/07/1985 | Polónia       | BDC-Marcpol                  |
| Jarosław Kowalczyk | 23/04/1989 | Polónia       | BDC-Marcpol                  |
| Eryk Laton         | 22/08/1993 | Polónia       | BDC-Marcpol                  |
| Adam Pierzga       | 14/01/1984 | Polónia       | Gwada Biker 118              |
| Leszek Plucinski   | 03/06/1990 | Polónia       | Wibatech-LMGK Ziemia Brzeska |
| Robert Radosz      | 08/07/1975 | Polónia       | BDC-Marcpol                  |
| Marcin Sapa        | 10/02/1976 | Polónia       | BDC-Marcpol                  |
| Damian Walczak     | 29/07/1984 | Polónia       | BDC-Marcpol                  |

## 2014
BDC Marcpol
| Nome               | Nascimento | Nacionalidade | Equipa de 2013   |
| Adrian Banaszek    | 21/10/1993 | Polónia       | BDC-Marcpol Team |
| Paweł Bernas       | 24/04/1990 | Polónia       | BDC-Marcpol Team |
| Kamil Gradek       | 17/09/1990 | Polónia       | BDC-Marcpol Team |
| Kacper Gronkiewicz | 29/06/1993 | Polónia       | BDC-Marcpol Team |
| Błażej Janiaczyk   | 27/01/1983 | Polónia       | Bank BGZ         |
| Mateusz Kirpsza    | 27/05/1989 | Polónia       | BDC-Marcpol Team |
| Mateusz Komar      | 18/07/1985 | Polónia       | BDC-Marcpol Team |
| Jarosław Kowalczyk | 23/04/1989 | Polónia       | BDC-Marcpol Team |
| Eryk Laton         | 22/08/1993 | Polónia       | BDC-Marcpol Team |
| Leszek Plucinski   | 03/06/1990 | Polónia       | BDC-Marcpol Team |
| Robert Radosz      | 08/07/1975 | Polónia       | BDC-Marcpol Team |
| Adam Stachowiak    | 10/07/1989 | Polónia       | Bank BGZ         |